# The Spoils Before Dying
The Spoils Before Dying è una miniserie statunitense diretta da Matt Piedmont e scritta da Piedmont e Andrew Steele. Sono presenti attori come Will Ferrell, Michael Kenneth Williams e Kristen Wiig.

## Trama
Seguito della serie The Spoils of Babylon, tratta di un pianista di jazz nel 1950 che viene coinvolto in un caso di omicidio.

## Episodi
| Stagione       | Episodi | Pubblicazione USA | Pubblicazione Italia |
| -------------- | ------- | ----------------- | -------------------- |
| Prima stagione | 8       | 2015              | 2015                 |

## Accoglienza

### Critica
The Spoils Before Dying ha un tasso di approvazione del 74% sull'aggregatore di recensioni Rotten Tomatoes, basato su 19 recensioni. Su Metacritic, la miniserie ha un punteggio di 65/100, basato su 15 recensioni.